# Peter Dinklage
Peter Hayden Dinklage (* 11. června 1969, Morristown, New Jersey, Spojené státy americké) je americký herec. Od svého průlomového snímku Přednosta se objevil ve filmech jako Vánoční skřítek (2003), Dokažte mi vinu (2006), Superpes (2007), Horší než smrt (2007) (a i v jeho remaku z roku 2010), Letopisy Narnie: Princ Kaspian (2008) a Doba ledová 4: Země v pohybu (2012), X-Men: Budoucí minulost (2014), Pixely (2015) a Tři billboardy kousek za Ebbingem (2017). Během let 2011–2019 hrál roli Tyriona Lannistera v seriálu Hra o trůny, za což získal cenu Emmy, Zlatý glóbus a Screen Actors Guild Award.

## Životopis
Narodil se v Morristownu v New Jersey jako syn Diane a Johna Carla Dinklagových. Jeho matka byla učitelka hudební výchovy na základní škole a otec se živil jako pojišťovací agent. Dinklage se narodil s achondroplazií, díky čemuž má malý vzrůst (135 cm). Vyrostl v Mendham Township v New Jersey a je německého a irského původu. Jeho němečtí předkové byli příbuzní se šlechtickým rodem „von Dincklagových“. Dinklage v roce 1987 absolvoval na Delbarton School a v roce 1991 na Bennington College.

## Osobní život
V roce 2005 si vzal divadelní režisérku Ericu Schmidt. V roce 2011 se jim narodila dcera, jejíž jméno neprozradili. Média ji pojmenovala Zelig, toto jméno však Dinklage popřel. Dinklage je vegetarián (od roku 2014 již vegan) a žije se svou ženou a dcerou v New Yorku. Dinklage podporuje organizaci Farm Sanctuary a byl mluvčím pro organizaci Walk for Farm Animals.
Když se ho v rozhovoru zeptali na jeho výšku, tak řekl: „Když jsem byl mladý, určitě se mi to nelíbilo. Jako dospívající jsem byl zahořklý a naštvaný a začal jsem si kolem sebe stavět zdi. Ale čím starší jste, tím více si uvědomujete, že pro tyto věci musíte mít smysl pro humor. A tak prostě víte, že to není váš problém. Ale jejich.“

## Filmografie

### Film
| Rok  | Název                                   | Role                    | Poznámky |
| ---- | --------------------------------------- | ----------------------- | --- |
| 1995 | Život v oblouznění                      | Tito                    | |
| 1996 | Střela                                  | Majitel budovy          | Neuveden v titulcích |
| 1998 | Kasaři                                  | Leflore                 | |
| 1999 | Pigeonholed                             | Roy                     | |
| 2001 | Slez ze stromu                          | Frank                   | |
| 2001 | Never Again                             | Harry Appleton          | |
| 2002 | 13 Moons                                | Binky                   | |
| 2002 | Polibkem to začíná                      | Dink                    | |
| 2003 | Vánoční skřítek                         | Miles Finch             | |
| 2003 | Přednosta                               | Finbar McBride          | Chlotrudis Award pro nejlepší obsazení Ourense Independent Film Festival Award pro nejlepšího herce Satellite Award pro výjimečný talent Nominován — Chicago Film Critics Association Award pro nejslibnějšího herce Nominován — Chlotrudis Award pro nejlepšího herce Nominován — Independent Spirit Award pro nejlepšího herce v hlavní roli Nominován — Online Film Critics Society Award pro nejlepší průlomový výkon Nominován — Phoenix Film Critics Society Award pro nejlepší průlomový výkon na plátně Nominován — Phoenix Film Critics Society Award pro nejlepší obsazení Nominován — Screen Actors Guild Award pro nejlepší mužský herecký výkon v hlavní roli Nominován — Screen Actors Guild Award pro nejlepší výkon obsazení v celovečerním filmu |
| 2003 | Ďáblíci                                 | Maurice                 | |
| 2004 | 89 Seconds in Alcázar                   | Mari Barbola            | krátkometrážní film |
| 2004 | Jail Bait                               | Lindo                   | krátkometrážní film |
| 2004 | Surviving Eden                          | Sterno                  | |
| 2005 | Baxter                                  | Benson Hedges           | |
| 2005 | Escape Artists                          | Mr. Duff                | |
| 2005 | Fortunes                                | Mike Kirkwood           | |
| 2005 | Lassie                                  | Rowlie                  | |
| 2005 | Nobody Wants Your Film                  | Sám sebe                | Dokument |
| 2005 | Testing Bob                             | Robinson "Bob" Hart     | TV film |
| 2006 | Dokažte mi vinu                         | Ben Klandis             | |
| 2006 | Penelope                                | Lemon                   | |
| 2006 | The Limbo Room                          | Dusty Spitz             | |
| 2006 | Little Fugitive                         | Sam Norton              | |
| 2007 | Ascension Day                           | Brantly                 | |
| 2007 | Horší než smrt                          | Peter                   | |
| 2007 | Superpes                                | Dr. Simon Barsinister   | |
| 2008 | Letopisy Narnie: Princ Kaspian          | Trumpkin                | |
| 2009 | Saint John of Las Vegas                 | Mr. Townsend            | |
| 2010 | Horší než smrt                          | Frank                   | |
| 2010 | Poslední boj Ransoma Pridea             | Skřítek                 | |
| 2010 | I Love You Too                          | Charlie                 | |
| 2010 | Pete Smalls Is Dead                     | KC                      | |
| 2011 | Malý kousek nebe                        | Vinnie                  | |
| 2012 | Doba ledová 4: Země v pohybu            | Kapitán Gutt (hlas)     | |
| 2013 | Muž na míru                             | Gerald                  | |
| 2013 | Knights of Badassdom                    | Hung                    | |
| 2014 | The Angriest Man in Brooklyn            | Aaron                   | |
| 2014 | X-Men: Budoucí minulost                 | Bolivar Trask           | |
| 2014 | Až na dno                               | Alain                   | |
| 2015 | Taxi                                    | Marc                    | |
| 2015 | Pixely                                  | Eddy Plant              | |
| 2016 | Angry Birds ve filmu                    | The Mighty Eagle (hlas) | |
| 2016 | Šéfka                                   | Renault                 | |
| 2017 | Rememory                                | Sam Bloom               | |
| 2017 | La Vida Nuestra                         | Chad Johnson            | krátkometrážní film |
| 2017 | Tři billboardy kousek za Ebbingem       | James                   | Critics' Choice Movie Awards v kategorii nejlepší obsazení Georgia Film Critics Association Awards v kategorii nejlepší obsazení Gold Derby Awards v kategorii v kategorii nejlepší obsazení Online Film Critics Society Awards v kategorii nejlepší obsazení Screen Actors Guild Awards v kategorii nejlepší obsazení nominace – Detroit Film Critics Society Awards v kategorii nejlepší obsazení nominace – Seattle Film Critics Society Awards v kategorii nejlepší obsazení nominace – San Diego Film Critics Society Awards v kategorii nejlepší obsazení nominace – Washington D.C. Area Film Critics Associaton Awards v kategorii nejlepší obsazení |
| 2017 | Three Christs                           | Joseph                  | |
| 2017 | I Think We're Alone Now                 | Del                     | také producent |
| 2018 | Avengers: Infinity War                  | Eitri                   | |
| 2019 | Angry Birds ve filmu 2                  | Orel (hlas)             | |
| 2019 | V kapradí: Film                         | Sám sebe                | |
| 2020 | Croodsovi: Nový věk                     | Phil Batterman (hlas)   | |
| 2020 | Jako v bavlnce                          | Roman Lunyov            | |
| 2021 | Cyrano                                  | Cyrano z Bergeracu      | Detroit Film Critics Society Awards v kategorii nejlepší herec |
| 2023 | Hunger Games: Balada o ptácích a hadech | Casca Highbottom        | |
| 2023 | Přišla za mnou                          | Steven Lauddem          | |
| 2023 | Transformers: Probuzení monster         | Scourge (hlas)          | |
| 2024 | Bez polevy                              | Harry Friendly          | |

### Televize
| Rok        | Název                        | Role                     | Poznámky |
| ---------- | ---------------------------- | ------------------------ | --- |
| 1995       | Show Jerryho Seinfelda       | Jamesův hlas na telefonu | díl: „The Wink“ Neuveden v titulcích |
| 2001       | Oz                           | Stunts                   | díl: „Even the Score“ |
| 2001       | The $treet                   | Malý člověk              | díl: „Junk Bonds“ |
| 2002       | Třetí hlídka                 | Drogový dealer           | díl: „The Long Guns“ |
| 2004       | I'm with Her                 | Elliot Rosen             | 3 díly |
| 2005       | Vincentův svět               | Sám sebe                 | díl: „The Sundance Kids“ |
| 2005       | Life as We Know It           | Dr. Belber               | 2 díly |
| 2005–2006  | Threshold                    | Arthur Ramsey            | |
| 2006       | Plastická chirurgie s. r. o. | Marlowe Sawyer           | 7 dílů |
| 2006       | Ultra                        | Neznámá                  | Pilot |
| 2009       | Studio 30 Rock               | Stewart                  | díl: „Señor Macho Solo“ |
| 2011–2019  | Hra o trůny                  | Tyrion Lannister         | Cena Emmy za nejlepšího herce ve vedlejší roli v dramatickém seriálu (2011, 2015) Zlatý glóbus za nejlepší mužský herecký výkon ve vedlejší roli v seriálu, minisérii nebo TV filmu (2011) Satellite Award pro nejlepšího herce ve vedlejší roli v seriálu, minisérii nebo TV filmu (2011) Satellite Award pro nejlepšího herce v dramatickém seriálu (2020) Screen Actors Guild Awards v kategorii nejlepší mužský herecký výkon v hlavní roli (drama) (2019) Scream Award pro nejlepšího herce ve vedlejší roli (2011) Nominován — Scream Award pro nejlepší obsazení (2011) Nominován — Screen Actors Guild Award pro nejlepší výkon obsazení dramatického seriálu (2011, 2013–2017) Nominován — Cena Emmy za nejlepšího herce ve vedlejší roli v dramatickém seriálu (2012–2014, 2016) Nominován — TCA Award pro individuální úspěch v dramatu (2011, 2012) Nominován — Satellite Award pro nejlepšího herce ve vedlejší roli v seriálu, minisérii nebo TV filmu (2012, 2014–15) |
| 2013, 2016 | Saturday Night Live          | Peter Drunklage          | díly: „Melissa McCarthy/Phoenix" a „Peter Dinklage/Gwen Stefani“ |
| 2013       | Sezame, otevři se            | Simon                    | díl: „Simon Says“ |
| 2014       | Griffinovi                   | pan Stone (hlas)         | díl: „Secondhand Spoke“ |
| 2017       | Má večeře s Hervém           | Hervé Villechaize        | TV film nominace Cena Emmy v kategorii nejlepší TV film |
| 2021       | Jak se stát tyranem          | Vypravěč (hlas)          | dokumentární seriál |

### Videohry
| Rok  | Název                          | Role             |
| ---- | ------------------------------ | ---------------- |
| 2008 | Letopisy Narnie: Princ Kaspian | Trumpkin         |
| 2012 | Doba ledová 4: Země v pohybu   | Kapitán Gutt     |
| 2014 | Destiny                        | Duch             |
| 2014 | Hra o trůny                    | Tyrion Lannister |

### Videoklipy
| Rok  | Skupina      | Název písně     | Postava          |
| ---- | ------------ | --------------- | ---------------- |
| 1980 | Quarterflash | Harden My Heart | Asistent zpěváka |